# Онат, Ильхан
Ильхан Онат (тур. İlhan Onat; 5 декабря 1929 — 13 мая 2013) — турецкий шахматист, международный мастер (1975).
Чемпион Турции 1974, 1975 и 1982 гг.
Многократный участник различных соревнований в составе национальной сборной по шахматам:
- 6 олимпиад (1966, 1972—1974, 1982—1986).
- 9-й командный чемпионат Европы (1989) в Хайфе.
- 8 Балканиад (1971, 1973, 1975—1979, 1982). Выиграл 3 медали в индивидуальном зачёте: золотую (1973), серебряную (1976) и бронзовую (1975).

## Изменения рейтинга
| Графики недоступны из-за технических проблем. См. информацию на Фабрикаторе и на mediawiki.org. |